# Робин-Гусь
Робин-Гусь (англ. The Duck, в оригинале не гусь, а селезень) — персонаж сказки «Приключения Алисы в Стране чудес» Льюиса Кэрролла. Прототипом Гуся Робина многими исследователями считается преподобный Робинсон Дакворт (от англ. Duck — утка). Дакворт — хороший друг Льюиса Кэрролла (лит. псевдоним Чарльза Доджсона) и один из участников памятной лодочной прогулки 4 июля 1862 года по реке Темзе, когда 10-летняя Алиса Лидделл попросила Доджсона развлечь её и сестёр забавным рассказом. Именно Дакворт посоветовал Доджсону выбрать известного художника Джона Тенниела в качестве иллюстратора сказки об «Алисе».

## В книге
Робин-Гусь появляется во второй главе, как одно из многих упавших в наплаканное Алисой Море Слёз удивительных существ. В этой главе Алиса находится в компании трех других птиц, в признанном классическим переводе Н. М. Демуровой их зовут Птица Додо, Попугайчик Лори и Орлёнок Эд. В этих именах закодированы реальные участники памятной лодочной прогулки 4 июля 1862 года, на которой и зародилась идея написать сказку о приключениях Алисы. Додо (ориг. Dodo) — это сам автор Льюис Кэрролл (чьё настоящие имя Чарльз Лютвидж Доджсон, англ. Charles Lutwidge Dodgson); Попугайчик Лори (ориг. Lory) — Лорина Лидделл (англ. Lorina Liddell), старшая сестра Алисы Лидделл, прототипа сказочной Алисы; Орлёнок Эд (ориг. Eaglet) — младшая сестра Алисы Лидделл, Эдит Лидделл (англ. Edith Liddell).

## Отражение в искусстве
«Я — Робин Гусь, неробкий гусь...» — песня Владимира Высоцкого.